# 시카고
시카고 시(City of Chicago 시티 오브 시카고[ʃɪˈkɑːɡoʊ] 또는 [ʃɪˈkɔːɡoʊ][*])는 뉴욕, 로스앤젤레스에 이어 미국에서 3번째로 큰 도시이며, 일리노이주 및 미국 중서부에서 가장 큰 도시로 그 인구는 270만 명이다. 시카고 랜드라고 불리는 이 지역의 광역 도시권은 950만 명의 인구와 함께 미국에서 3번째로 큰 대도시권이다. 시카고는 쿡 군의 군청소재지이기도 하다.
오대호와 미시시피강을 이어주는 육로 수송지로 발전하면서 19세기 중반부터 빠르게 성장한 시카고는 1837년 시로 승격되었다. 오늘날 시카고는 경제, 무역, 산업, 과학, 통신, 교통의 국제적인 중심지이다. 시카고 오헤어 국제공항은 세계에서 2번째로 혼잡한 공항이며, 미국에서 가장 많은 고속도로가 지나간다. 2012년 시카고는 세계화와 세계도시조사망(GaWC)에서 알파 글로벌 도시로 평가되었고, 2014년 글로벌 도시 지수에서는 7위에 선정되었다. 2012년 시카고는 5,710억 달러의 지속적인 도시총생산(GMP)을 기록했는데, 뉴욕, 로스앤젤레스 대도시권에 이어 미국에서 세 번째로 큰 규모이다.
2012년 시카고에는 국내 및 국제를 포함한 전체 4,637만 명의 관광객이 방문했다. 시카고의 문화는 시각 예술, 문학, 영화, 연극(특히 즉흥극), 음악(특히 재즈, 블루스, 소울, 하우스 음악의 기원)에 기여했다. 역사와 현대 시카고의 인상, 평판을 반영한 다양한 별명도 있다. 가장 잘 알려진 별명은 "윈디 시티"와 "세컨드 시티"이다. 시카고는 주요 프로리그의 각 프로스포츠 팀을 보유하고 있다.

## 역사
"시카고"라는 지명은 아메리카 원주민 단어인 shikaakwa, 즉 마이애미-일리노이어로 번역하면 "야생 양파", "야생 마늘"이라는 뜻으로 이 단어가 프랑스어로 번역되면서 유래되었다. 처음에 1679년 프랑스 탐험가였던 로베르 드 라살(Robert de LaSalle)이 회고록에서 이 일대를 "세카고우"(Checagou)로 기록하면서부터 알려졌다. 1688년 Henri Joutel은 자신의 일기에 "시카고우"(chicagoua)라고 불리는 이 지역은 야생 마늘이 많이 나는 곳이라고 적었다. 이후 18세기 중반동안 이 지역에는 마이애미와 소크와 폭스인을 대신해 포타와토미 족으로 알려진 아메리카 원주민 부족이 살았다. 1780년대 아프리카계 유럽인(프랑스계) 장바티스트 푸앙 뒤사블이 최초로 알려진 외래이주자로 이곳에 정착했다.
1795년 북서 인디언 전쟁에 따라 미국 원주민들은 그린빌 조약으로 시카고 지역을 미국에 할양했다. 1803년 미국 육군은 1812년 전쟁으로 파괴되었던 디어본 요새를 재건했다. 미국은 1816년 세인트루이스 조약으로 오타와, 오지브와, 포타와토미 부족으로부터 추가 영토를 양도 받았다. 포타와토미 족은 결국 1833년 시카고 조약에 따라 다른 지역으로 강제 이동되었다.

### 설립과 19세기
1833년 8월 12일 당시 시카고의 인구는 약 200명으로 조사되었다. 이후 7년동안 4,000명으로 증가했다. 1835년 6월 15일 에드먼드 딕 테일러는 처음으로 국유지를 판매하기 시작했다. 1837년 3월 4일 토요일, 시카고 시가 설립되었고, 향후 몇 십년동안 세계에서 가장 빠르게 성장하는 도시 중 하나가 된다.
시카고 포티지를 중심으로 도시는 미국 서부와 동부 사이의 중요한 교통 중심지로 떠올랐다. 1848년에는 일리노이 미시간 운하와 함께 시카고의 첫 철도 Galena and Chicago Union Railroad가 개통되었다. 운하는 기선과 범선이 미시시피강에서 오대호까지 이동할 수 있도록 연결해줬다.
경제가 번영함에 따라 농촌과 해외 이민자들이 모여들었다. 제조, 소매, 금융 부문은 미국 경제에 영향을 끼칠 정도로 발전했다. 시카고 상품 거래소 (1848년 설립)는 최초로 선물이라고 부르는 선물거래의 거래소 표준을 정했다.
1850년대 캔자스 네브래스카 법 우승자이자 노예 확산문제를 "국민 주권설"로 다가간 시카고 상원의원 스티븐 A. 더글러스 덕에 전국적으로 정치 도시로 유명해졌다. 유명해짐에 따라 다른 일리노이 출신들이 진출했고, 에이브러햄 링컨은 국가적인 무대로 진출했다. 링컨은 1860년 공화당 전당대회에서 더글러스를 이기고 대통령 후보 지명을 확보했다. 이후 임기 중 미국 남북 전쟁이 일어난다.
빠른 인구 성장과 위생 시설의 수요를 감당하기 위해 위해 시카고는 여러 사회 기반 시설을 정비했다. 1856년 2월 체스브로는 미국에서 최초로 종합적인 하수도 시스템 건설을 위한 계획을 시의회로부터 승인 받았다. 이 계획은 도심 생활 수준을 한층 더 올리기 위한 것이었다. 도시의 의료수준을 높이기 위한 첫 단계 정비 중에도 처리되지 않은 하수와 산업 폐기물이 시카고 강과 미시간호에 흘러들어가 도시의 신선한 물을 오염시켰다. 이에 대응한 새로운 워터 클립 건설을 위해 미시간 호와 연결된 2 마일(3 km) 터널을 뚫었다. 이후 공사가 완료되고 1900년 하수 오염 문제는 대부분 해결되었다. 일리노이와 미시간 운하 건설과 함께 시작된 정비 계획은 일리노이 강과 미시시피강을 이어주는 시카고 운하 건설과 함께 완료되었다.

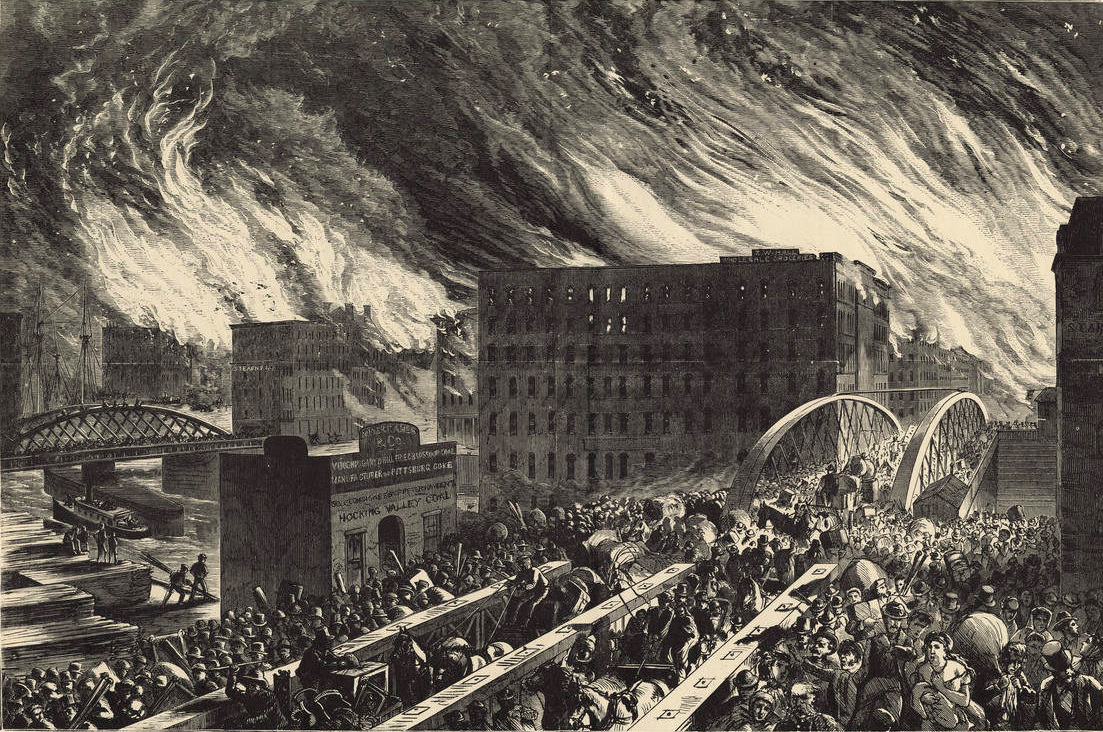
1871년 시카고 대화재를 그린 미술가의 그림.

1871년 시카고 대화재가 발발해 4마일에서 1마일 지역이 파괴되었는데, 시카고 역사상 가장 큰 피해였다. 나무로 된 건축물들은 모조리 파괴되었고, 대부분의 철길, 가축 사육장 등은 온전히 남아있었는데, 이를 선례로 삼아 철과 돌이 새로운 건축제로 세계적으로 떠올랐다. 도시 재건을 하던 중 1885년 세계 최초로 철골조로 된 고층 빌딩 홈 인슈란스 빌딩이 지어졌다.
시카고의 경제가 성장하면서 유럽과 미국 동부에서 수 많은 이민, 이주자들이 모여들었다. 1900년 인구의 77%가 외국 태생이거나 미국에서 태어난 외국 태생이었다. 독일인, 아일랜드인, 폴란드인, 스웨덴인, 체코인이 당시 외국 태생 인구의 3분의 2를 차지했다(1900년 도시의 백인 비율은 98.1%).
산업 호황과 노동력의 급속 확장에 따라 1886년 5월 4일 헤이마켓 사건을 포함한 노사 갈등이 일어났다. 1889년 제인 애덤스가 시카고의 빈곤한 이민자들을 위해 공동으로 헐 하우스를 세우는 등 사회 문제가 대두되었다. 문제가 계속되자 새로운 사회사업의 표본이 되었다.
1870년대와 1880년대 동안 공중 위생을 개선시켰고, 이러한 움직임으로 시카고는 전국적인 위상을 얻었다. 시카고와 일리노이 주는 의료업의 수준을 높였고 콜레라, 천연두, 황열병 등 도시 유행병을 없애려 노력했다. 이러한 노력은 많은 도시와 주의 의료업 개선을 위한 본보기가 되었다.
시민들의 공중 위생과 함께 잘 정돈된 도시 경관, 공원 등에도 많은 투자를 했다. 1866년 시카고 공원 건설 계획을 맡은 존 헨리 로치는 시카고의 공중 위생 개선에 앞장섰다. 얕은 무덤과 곪아 터진 것으로 가득한 공동 묘지를 없애고 링컨공원을 세웠으며, 1867년 콜레라 발병에 대응하기 위해 새로운 시카고보건국 설립을 도왔다. 10년 후 일리노이보건국에서 비서로 일하다가 회장직으로 올라섰고, 시카고에서 대부분의 생을 보냈다.
19세기 시카고는 철도 교통의 중심지로 발전했는데, 1910년에 20개가 넘는 선로가 운영되었고 다운타운에만 6개의 역이 있었다. 1883년 북미 시간대가 표준화되면서 시카고 철도 경영자들은 제너럴 타임을 협의했다.
예전에 습지대였던 곳을 개발한 시카고는 1893년 만국 박람회를 개최했고 현재는 잭슨 공원으로 알려져있다. 박람회는 총 2,750만 명의 관객을 기록했고, 만국 박람회 역사상 가장 영향력이 컸다. 1892년에는 남쪽에 시카고 대학교가 설립되었다. "미드웨이"라는 용어는 미드웨이 플래장스에서 따온 것으로, 이 공원은 시카고 대학교 캠퍼스를 관통하며 워싱턴과 잭슨 공원을 이어준다.

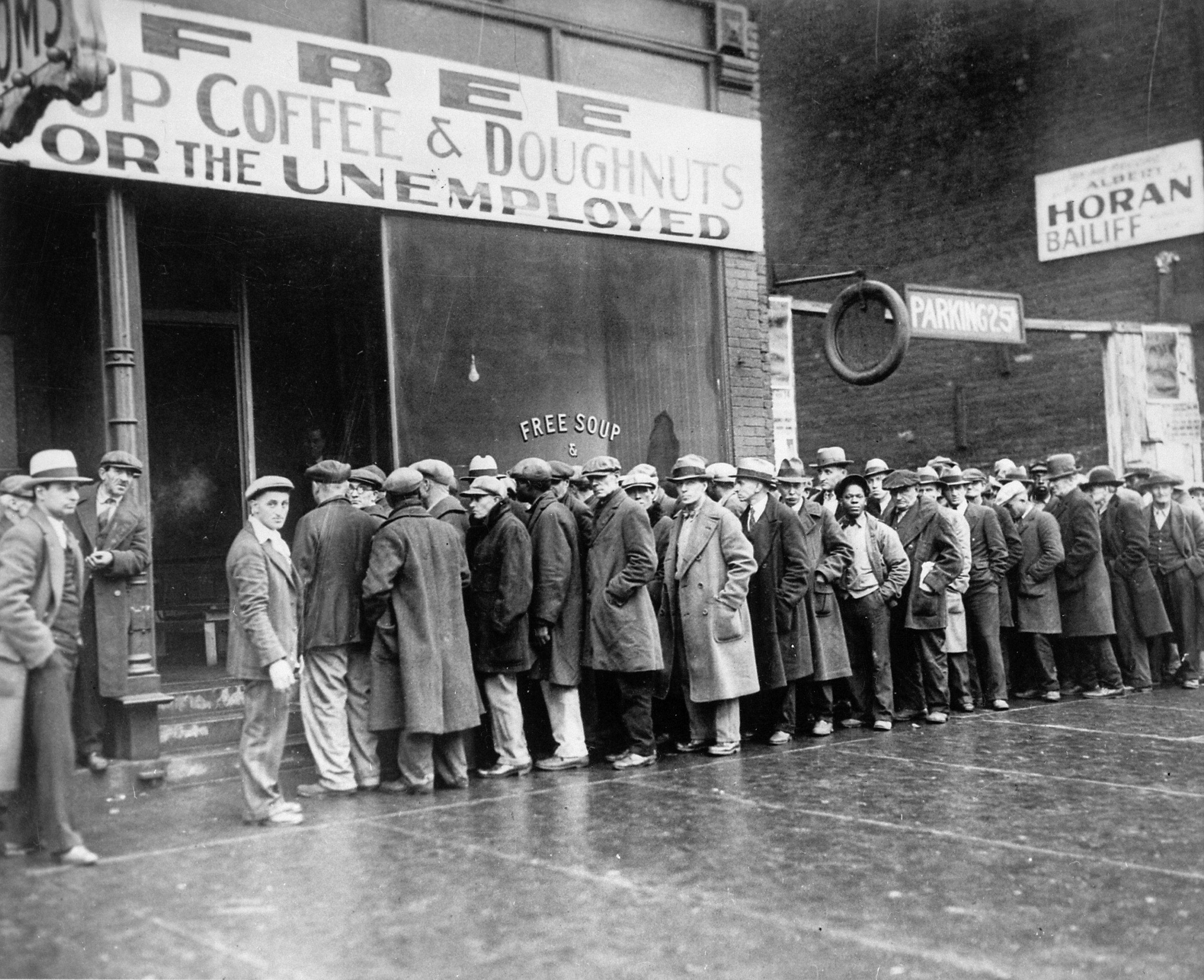
대공황 (1931) 중 무료급식소에 줄을 서고 있는 남자들.

### 20세기와 21세기

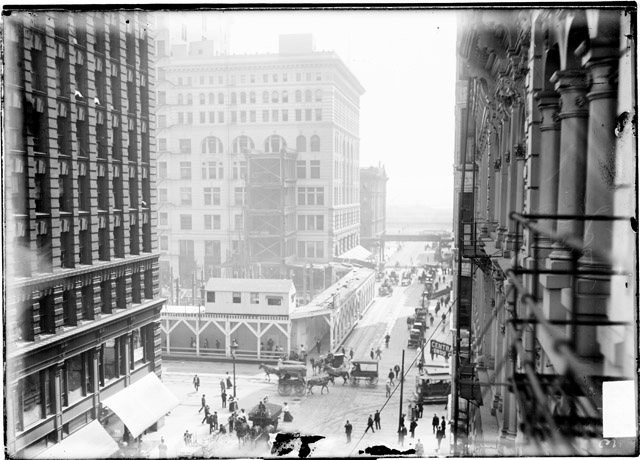
옛 다운타운 시카고

제1차 세계 대전 시기와 1920년대를 거치면서 산업이 대규모로 확장되었다. 미국 남부에서 직업을 구하기위한 흑인이 모여들었는데, 1910년부터 1930년사이 시카고의 흑인 인구가 44,103명에서 233,903명으로 급증했다. 흑인 대이동 중에만 수 십만 명이 이주했는데, 이 흑인들이 어마어마한 문화적 영향을 가져왔다. 예술, 문학, 음악에 있어 혁명을 가져온 뉴 니그로 대운동의 일부인 시카고 블랙 르네상스로 불린다. 1919년 시카고의 인종폭동과 같이 인종간 갈등, 폭력등의 문제도 계속 일어났다.
1919년 미국 수정 헌법 제18조에서 정부는 알코올 음료 생산과 판매(수출과 같은)를 법적으로 금지시켰다. 이 법은 갱스터 시대의 시작을 알렸고, 1933년 법이 폐지 될때까지 계속되었다. 1920년대 알 카포네, 딘 오배니언, 버그스 모런, 토니 아카르도 등을 포함한 갱스터들이 나타났다. 이들은 미국의 금주법 기간 동안 시카고 길거리에서 서로 충돌하는 일도 있었다. 1929년 알 카포네가 보낸 남자들이 당시 버그스 모런이 이끄는 라이벌 조직 노스 사이드 조직원들을 총으로 쏴 죽인 성 밸런타인 데이 학살 사건이 일어나면서 시카고는 악명 높은 곳으로 알려졌다.
1924년 시카고는 미국 도시 중 최초로 동성애 인권 단체 인권협회가 설립되었다. 이 단체는 미국 최초로 게이 소식지 《Friendship and Freedom》을 출간했다. 하지만 경찰과 정지적 압박으로 곧 해산되었다.
1933년 플로리다주 마이애미에서 대통령 당선자 프랭클린 D. 루스벨트를 암살하려는 시도가 있었고, 이 와중에 시카고 시장 안톤 체르막이 부상을 입었다. 1933년과 1934년 Century of Progress라는 주제의 세계 박람회에서 지난 100년 동안 가장 진보한 모습을 보여주면서 성공적으로 개최했고, 도시는 유명해졌다. 주제의 뜻은 시카고 설립 이후 세기를 뛰어넘은 기술 혁신이다.

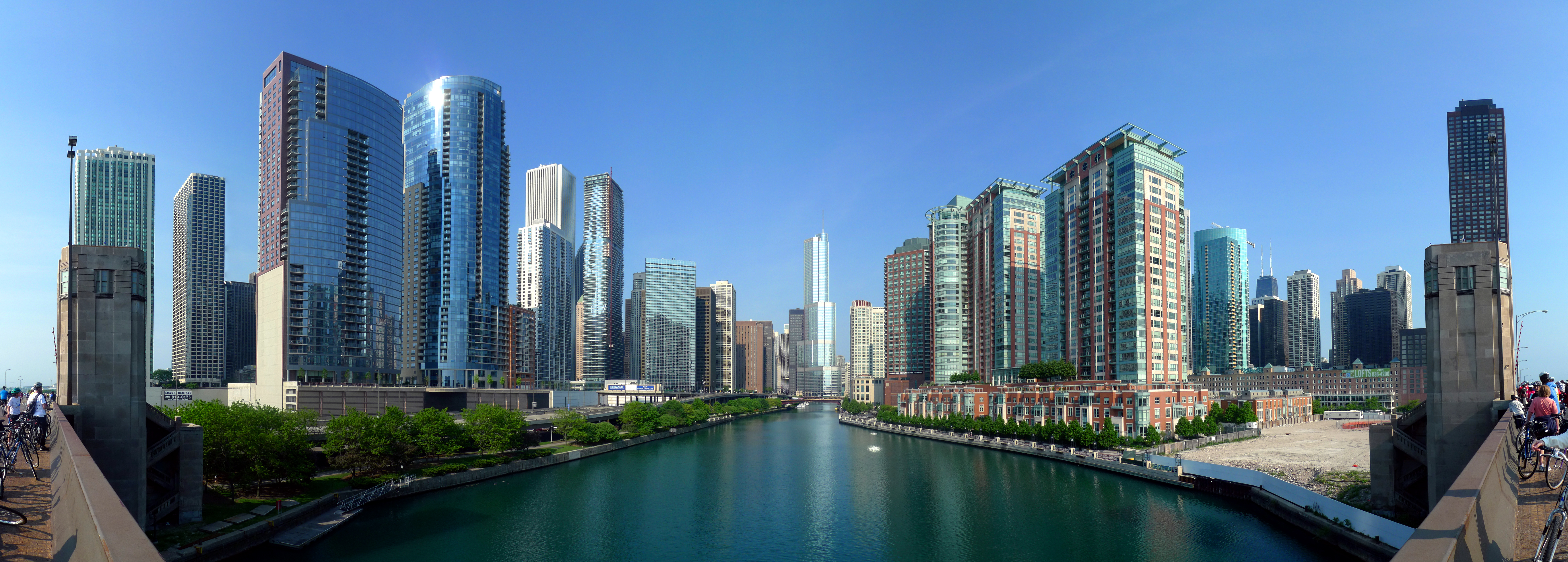
시카고 강은 니어 노스 사이드의 남부 지역(왼쪽)과 시카고 루프, 레이크쇼어 이스트, 일리노이스 센터의 북쪽 지역(오른쪽)을 가로지른다(사진 가운데에는 트럼프 인터내셔널 호텔 앤 타워와 레이크 쇼어 드라이브의 린크 브릿지가 보인다).

1942년 12월 2일 물리학자 엔리코 페르미는 극비로 이뤄진 맨해튼 계획의 일환으로 시카고 대학교에서 세계 최초로 핵반응 실험을 진행했다. 이 실험은 1945년 제2차 세계 대전에서 미국이 실제로 사용한 원자폭탄을 만들게되는 계기가 된다.
폴리티컬머신 시대인 1955년 시장으로 민주당의 리처드 J. 데일리가 선출되었다. 1960년대 초 블록버스팅으로 많은 백인들이 도시 교외로 나가는 현상이 가장 많은 미국 도시였다. 이로 인해 인근 지역의 인종 구성이 완전히 바뀌었다. 산업 구조의 변화도 가져왔는데, 저숙련 노동자가 일을하면서 막대한 손해를 끼쳤다. 1966년 마틴 루터 킹 2세과 앨버트 래비는 시카고 자유운동을 이끌었다.
2년 후 1968 민주당 전당대회가 시카고에서 열렸는데, 대회장 내부와 외부 길거리에서 총력을 다한 폭동을 일으켜 경찰 진압이 있는 경우를 포함한 육체적 충돌이 일어났다. 한편, 시장 리처드 J. 데일리는 시어스 타워(현재는 윌리스 타워로 알려져 있는, 1974년까지 세계에서 가장 높은 빌딩이었다), 일리노이 대학교 시카고, 매코믹 플레이스, 시카고 오헤어 국제공항 등을 포함한 건설 계획을 자신의 임기 기간 동안 착수할 것을 약속했다. 1979년 제인 바이른은 첫 여성 시장으로 선출되었다. 제인은 카브리니 그린 저소득층 주택단지의 범죄율을 줄이는데 일조했고, 시카고의 학교 제도를 확립했으며, 금융위기에서 벗어나게 했다.
1983년 해럴드 워싱턴이 첫 흑인 시장으로 선출되었다. 선출된 첫 해에는 가난한 사람들과 시장이 되기 전부터 방치된 근교에서 차별을 받고 사는 소수 집단에 자주 관심을 가졌다. 워싱턴은 1987년 재선되었지만, 얼마 후 심장마비로 사망했다. 워싱턴이 사망하자 남은 기간 동안 부시장 유진
소이어가 대행했다.
1989년에는 리처드 J. 데일리의 자식 리처드 M. 데일리가 시장으로 선출되었다. 데일리는 지속 가능한 발전 장려, 공원 개선 등의 업적을 남겼다. 이후 5년 동안 재선하면서 시카고 시장 중 가장 오래 유지했다. 7년째 재선에서 리처드 M. 데일리는 거절했다.
2011년 2월 23일 전 일리노이 하원이자 대통령 수석 보좌관 람 이매뉴얼이 5명의 후보 가운데 55%의 지지율로 시장으로 선출되었다.

## 지리

### 지형

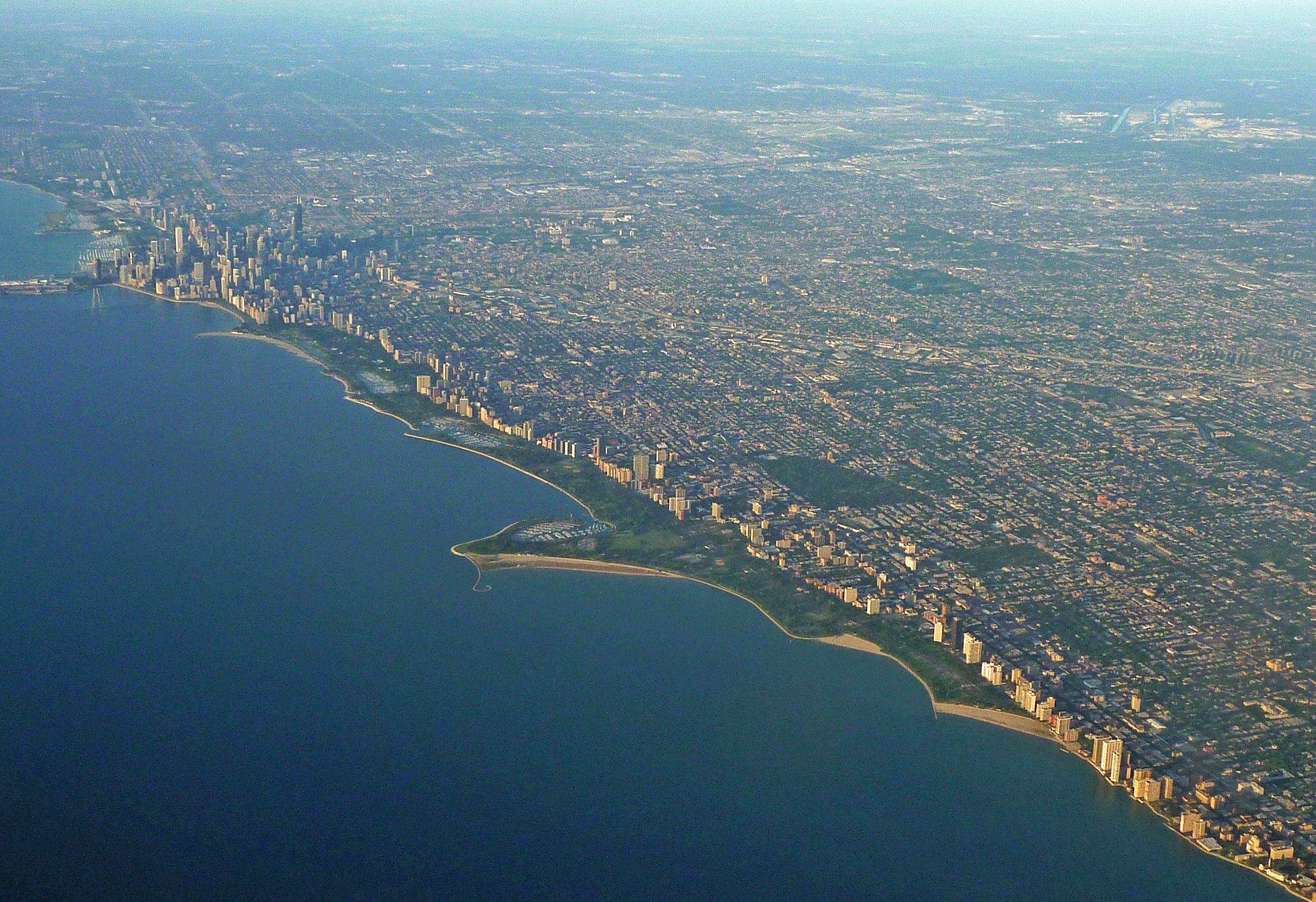
호숫가를 따라 길게 늘어서 있는 다운타운과 노스 사이드 해변.

시카고는 미시간호 서남쪽, 일리노이 주의 북동쪽에 자리잡고 있다. 또한 오대호 지역과 미국 중서부에 펼쳐져 있는 시카고 대도시권의 중심 도시이다. 미시시피강과 오대호 유역을 연결해주는 시카고 포티지의 대륙 분수령에 위치해 있다. 도시 옆으로는 거대한 호수 미시간 호 그리고 두 개의 강 다운타운에는 시카고 강, 남쪽 공장지대로는 캘류멧 강이 흐른다. 미시간 호는 시카고의 역사와 경제에 밀접하게 연관되어왔다. 시카고 강이 역사적으로 화물을 운반하는 곳으로 이용되었다면, 오늘 날에는 도시 사우스 사이드의 캘류멧 호수 항구를 통해 거대한 호수 화물선이 사용되고 있다. 호수는 시카고의 기후를 완화해주고, 물 주변 지역의 여름을 좀 더 시원하게 해주며, 겨울에는 따뜻하게 해주는 등 긍정적인 영향을 준다.
1833년 시카고가 설립되었을 당시 초기 빌딩들은 대부분 58 블록 지도에서도 볼 수 있듯이 시카고 강 하구에 건설되었다. 도시 중심 시가화 구역의 전체적인 토지 평면도는 자연 지형의 평평함과 크게 차이가 없고 이 외 지역은 약간의 차이가 있긴 하다. 땅의 평균 해발 고도는 해수면을 기준으로 579 ft (176m)이다. 가장 낮은 곳은 578 ft (176m)이며, 가장 높은 곳인 도시 남쪽에서 멀리 떨어진 블루아일랜드의 빙퇴석 융기인 672 ft (205m)이다.

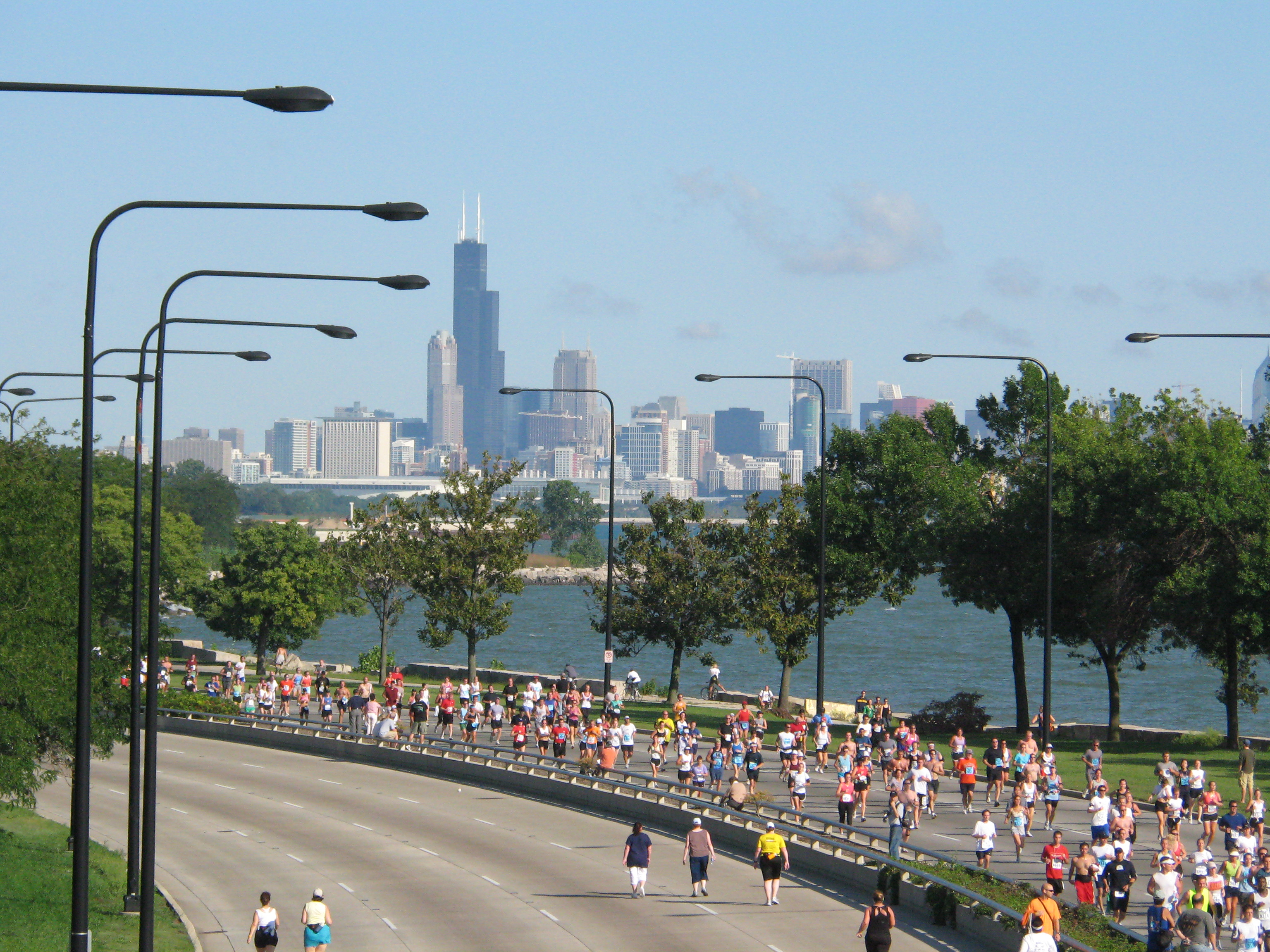
레이크 쇼어 드라이브의 시카고 건강 마라톤. 뒤쪽은 사우스 사이드의 해럴드 워싱턴 파크.

시카고 루프는 중심 업무 지구지만, 도시의 행정 구역 중 하나이기도 하다. 레이크 드라이브 쇼어는 시카고 호수에 인접한 땅을 달릴 수 있도록 해놓은 곳으로, 길게 자리잡고 있다. 링컨 파크, 그랜트 파크, 번햄 파크, 잭슨 파크 등을 포함한 일부 공원은 물가를 따라 생겼다. 시카고에 있는 24개의 모래가 깔린 공공 호숫가는 물가의 26 마일 (42 km)를 차지하고 있다. 과거에 쓰레기 매립지였던 곳은 현재 네이비 피어, 노덜리 섬, 박물관 캠퍼스, 매코믹 플레이스 컨벤션 센터의 대부분으로 바뀌었다. 도시의 고층 상업 및 주거용 빌딩은 대부분 물가에서 볼 수 있다.
시카고 대도시권을 아울러 비공식적인 명칭으로 "시카고랜드"라고 부른다. "시카고랜드"라는 용어에 대한 정확한 정의는 없지만, 일반적으로 도심과 교외 지역을 합쳐 부르는 의미이다. 용어를 처음 사용했던 《시카고 트리뷴》은 시카고 도시 전체, 쿡 군의 나머지 일대, 일리노이주 여덟 곳의 인근 지역(레이크 군, 매켄리 군, 듀페이지 군, 케인 군, 켄달 군, 그런디 군, 윌 군, 캔카키 군, 인디애나주 세 곳(레이크 군, 포터 군, 라포트 군)을 포함한다고 말했다. 일리노이주 관광부는 시카고 시가 아닌 쿡 군을 시카고랜드로 정의하고 있으며, 단지 레이크 군, 듀페이지 군, 케인 군, 윌 군을 포함시키고 있다. 시카고랜드 상공회의소는 쿡 군과 듀페이지 군 전체, 케인 군, 레이크 군, 매켄리 군, 윌 군으로 정의하고 있다.

### 기후
시카고는 쾨펜의 기후 구분에 따라 습윤 대륙성 기후 지역으로 분류되고 있고 사계절이 뚜렷하다. 여름에는 덥고 습한데, 7월 낮 평균 기온은 75.8 °F (24.3 °C)이다. 보통 여름 중 21일 정도가 90 °F (32 °C)를 넘는다. 겨울은 춥고, 눈이 내리며 맑은 날을 볼 수 있다. 1월 낮 최고 평균 기온은 27 °F (−2.8 °C)이다. 봄과 가을은 대체로 온난하며 습도가 낮다.
미국 기상청에 따르면 시카고의 공식 최고 기온은 1934년 7월 24일 기록된 106 °F (41 °C)이며, 비공식 기록은 같은 달 시카고 미드웨이 국제공항에서 기록된 109 °F (43 °C)이다. 최저 기온은 1985년 1월 20일 시카고 오헤어 국제공항에서 기록된 −27 °F (−33 °C)이다. 이 도시는 겨울에는 극심한 한파, 여름에는 폭염이 몇 일씩 지속되는 것을 경험 할 수 있다. 온난한 여름과 겨울도 몇 일씩 있다. 뇌우는 봄과 여름에는 드문 현상이며, 가끔씩 우박, 강풍, 토네이도가 발생하기도 한다.
시카고는 미국 농무부의 식물내한성지역 6급으로 분류되고 있다.
| 시카고 (미드웨이 국제공항)의 기후                                      | 시카고 (미드웨이 국제공항)의 기후 | 시카고 (미드웨이 국제공항)의 기후 | 시카고 (미드웨이 국제공항)의 기후 | 시카고 (미드웨이 국제공항)의 기후 | 시카고 (미드웨이 국제공항)의 기후 | 시카고 (미드웨이 국제공항)의 기후 | 시카고 (미드웨이 국제공항)의 기후 | 시카고 (미드웨이 국제공항)의 기후 | 시카고 (미드웨이 국제공항)의 기후 | 시카고 (미드웨이 국제공항)의 기후 | 시카고 (미드웨이 국제공항)의 기후 | 시카고 (미드웨이 국제공항)의 기후 | 시카고 (미드웨이 국제공항)의 기후 |
| 월                                                                     | 1월                               | 2월                               | 3월                               | 4월                               | 5월                               | 6월                               | 7월                               | 8월                               | 9월                               | 10월                              | 11월                              | 12월                              | 연간                              |
| ---------------------------------------------------------------------- | --------------------------------- | --------------------------------- | --------------------------------- | --------------------------------- | --------------------------------- | --------------------------------- | --------------------------------- | --------------------------------- | --------------------------------- | --------------------------------- | --------------------------------- | --------------------------------- | --------------------------------- |
| 역대 최고 기온 °C (°F)                                                 | 19 (67)                           | 24 (75)                           | 30 (86)                           | 33 (92)                           | 39 (102)                          | 42 (107)                          | 43 (109)                          | 40 (104)                          | 39 (102)                          | 34 (94)                           | 27 (81)                           | 22 (72)                           | 43 (109)                          |
| 일평균 최고 기온 °C (°F)                                               | 0.4 (32.8)                        | 2.7 (36.8)                        | 8.8 (47.9)                        | 15.6 (60.0)                       | 21.9 (71.5)                       | 27.3 (81.2)                       | 29.6 (85.2)                       | 28.4 (83.1)                       | 24.7 (76.5)                       | 17.6 (63.7)                       | 9.8 (49.6)                        | 3.2 (37.7)                        | 15.8 (60.5)                       |
| 일일 평균 기온 °C (°F)                                                 | −3.2 (26.2)                       | −1.2 (29.9)                       | 4.4 (39.9)                        | 10.5 (50.9)                       | 16.6 (61.9)                       | 22.2 (71.9)                       | 24.8 (76.7)                       | 23.9 (75.0)                       | 19.9 (67.8)                       | 12.9 (55.3)                       | 5.8 (42.4)                        | −0.3 (31.5)                       | 11.3 (52.4)                       |
| 일평균 최저 기온 °C (°F)                                               | −6.9 (19.5)                       | −5.1 (22.9)                       | 0.0 (32.0)                        | 5.4 (41.7)                        | 11.3 (52.4)                       | 17.1 (62.7)                       | 20.1 (68.1)                       | 19.4 (66.9)                       | 15.1 (59.2)                       | 8.2 (46.8)                        | 1.8 (35.2)                        | −3.7 (25.3)                       | 6.9 (44.4)                        |
| 역대 최저 기온 °C (°F)                                                 | −32 (−25)                         | −29 (−20)                         | −22 (−7)                          | −12 (10)                          | −2 (28)                           | 2 (35)                            | 8 (46)                            | 6 (43)                            | −2 (29)                           | −7 (20)                           | −19 (−3)                          | −29 (−20)                         | −32 (−25)                         |
| 평균 강수량 mm (인치)                                                  | 58 (2.30)                         | 54 (2.12)                         | 68 (2.66)                         | 105 (4.15)                        | 121 (4.75)                        | 115 (4.53)                        | 102 (4.02)                        | 104 (4.10)                        | 85 (3.33)                         | 98 (3.86)                         | 69 (2.73)                         | 59 (2.33)                         | 1,038 (40.88)                     |
| 평균 강설량 cm (인치)                                                  | 32 (12.5)                         | 26 (10.1)                         | 14 (5.7)                          | 2.5 (1.0)                         | 0.0 (0.0)                         | 0.0 (0.0)                         | 0.0 (0.0)                         | 0.0 (0.0)                         | 0.0 (0.0)                         | 0.25 (0.1)                        | 3.8 (1.5)                         | 20 (7.9)                          | 99 (38.8)                         |
| 평균 강수일수 (≥ 0.01 인치)                                            | 11.5                              | 9.4                               | 11.1                              | 12.0                              | 12.4                              | 11.1                              | 10.0                              | 9.3                               | 8.4                               | 10.8                              | 10.2                              | 10.8                              | 127.0                             |
| 평균 강설일수 (≥ 0.1 인치)                                             | 8.9                               | 6.4                               | 3.9                               | 0.9                               | 0.0                               | 0.0                               | 0.0                               | 0.0                               | 0.0                               | 0.2                               | 1.6                               | 6.3                               | 28.2                              |
| 출처: 미국 해양대기청, WRCC (평년값: 1991년~2020년, 극값: 1928년~현재) |                                   |                                   |                                   |                                   |                                   |                                   |                                   |                                   |                                   |                                   |                                   |                                   |                                   |

| 시카고 (오헤어 국제공항)의 기후                                                                | 시카고 (오헤어 국제공항)의 기후 | 시카고 (오헤어 국제공항)의 기후 | 시카고 (오헤어 국제공항)의 기후 | 시카고 (오헤어 국제공항)의 기후 | 시카고 (오헤어 국제공항)의 기후 | 시카고 (오헤어 국제공항)의 기후 | 시카고 (오헤어 국제공항)의 기후 | 시카고 (오헤어 국제공항)의 기후 | 시카고 (오헤어 국제공항)의 기후 | 시카고 (오헤어 국제공항)의 기후 | 시카고 (오헤어 국제공항)의 기후 | 시카고 (오헤어 국제공항)의 기후 | 시카고 (오헤어 국제공항)의 기후 |
| 월                                                                                             | 1월                             | 2월                             | 3월                             | 4월                             | 5월                             | 6월                             | 7월                             | 8월                             | 9월                             | 10월                            | 11월                            | 12월                            | 연간                            |
| ---------------------------------------------------------------------------------------------- | ------------------------------- | ------------------------------- | ------------------------------- | ------------------------------- | ------------------------------- | ------------------------------- | ------------------------------- | ------------------------------- | ------------------------------- | ------------------------------- | ------------------------------- | ------------------------------- | ------------------------------- |
| 역대 최고 기온 °C (°F)                                                                         | 19 (67)                         | 24 (75)                         | 31 (88)                         | 33 (91)                         | 37 (98)                         | 40 (104)                        | 41 (105)                        | 39 (102)                        | 38 (101)                        | 34 (94)                         | 27 (81)                         | 22 (71)                         | 41 (105)                        |
| 일평균 최고 기온 °C (°F)                                                                       | −0.2 (31.6)                     | 2.1 (35.7)                      | 8.3 (47.0)                      | 15.0 (59.0)                     | 21.4 (70.5)                     | 26.9 (80.4)                     | 29.2 (84.5)                     | 28.1 (82.5)                     | 24.2 (75.5)                     | 17.1 (62.7)                     | 9.1 (48.4)                      | 2.6 (36.6)                      | 15.3 (59.5)                     |
| 일일 평균 기온 °C (°F)                                                                         | −3.8 (25.2)                     | −1.8 (28.8)                     | 3.9 (39.0)                      | 9.8 (49.7)                      | 15.9 (60.6)                     | 21.4 (70.6)                     | 24.1 (75.4)                     | 23.2 (73.8)                     | 19.1 (66.3)                     | 12.2 (54.0)                     | 5.2 (41.3)                      | −0.8 (30.5)                     | 10.7 (51.3)                     |
| 일평균 최저 기온 °C (°F)                                                                       | −7.3 (18.8)                     | −5.7 (21.8)                     | −0.6 (31.0)                     | 4.6 (40.3)                      | 10.3 (50.6)                     | 16.0 (60.8)                     | 19.1 (66.4)                     | 18.4 (65.1)                     | 13.9 (57.1)                     | 7.4 (45.4)                      | 1.2 (34.1)                      | −4.2 (24.4)                     | 6.1 (43.0)                      |
| 역대 최저 기온 °C (°F)                                                                         | −33 (−27)                       | −29 (−21)                       | −24 (−12)                       | −14 (7)                         | −3 (27)                         | 2 (35)                          | 7 (45)                          | 6 (42)                          | −2 (29)                         | −10 (14)                        | −19 (−2)                        | −32 (−25)                       | −33 (−27)                       |
| 평균 강수량 mm (인치)                                                                          | 51 (1.99)                       | 50 (1.97)                       | 62 (2.45)                       | 95 (3.75)                       | 114 (4.49)                      | 104 (4.10)                      | 94 (3.71)                       | 108 (4.25)                      | 81 (3.19)                       | 87 (3.43)                       | 61 (2.42)                       | 54 (2.11)                       | 962 (37.86)                     |
| 평균 강설량 cm (인치)                                                                          | 29 (11.3)                       | 27 (10.7)                       | 14 (5.5)                        | 3.3 (1.3)                       | 0.0 (0.0)                       | 0.0 (0.0)                       | 0.0 (0.0)                       | 0.0 (0.0)                       | 0.0 (0.0)                       | 0.51 (0.2)                      | 4.6 (1.8)                       | 19 (7.6)                        | 98 (38.4)                       |
| 평균 강수일수 (≥ 0.01 인치)                                                                    | 11.0                            | 9.4                             | 10.8                            | 12.3                            | 12.5                            | 11.1                            | 9.7                             | 9.4                             | 8.5                             | 10.5                            | 10.0                            | 10.6                            | 125.8                           |
| 평균 강설일수 (≥ 0.1 인치)                                                                     | 8.5                             | 6.4                             | 4.0                             | 1.0                             | 0.0                             | 0.0                             | 0.0                             | 0.0                             | 0.0                             | 0.2                             | 1.6                             | 6.1                             | 27.8                            |
| 평균 상대 습도 (%)                                                                             | 72.2                            | 71.6                            | 69.7                            | 64.9                            | 64.1                            | 65.6                            | 68.5                            | 70.7                            | 71.1                            | 68.6                            | 72.5                            | 75.5                            | 69.6                            |
| 평균 월간 일조시간                                                                             | 135.8                           | 136.2                           | 187.0                           | 215.3                           | 281.9                           | 311.4                           | 318.4                           | 283.0                           | 226.6                           | 193.2                           | 113.3                           | 106.3                           | 2,508.4                         |
| 가능 일조율                                                                                    | 46                              | 46                              | 51                              | 54                              | 62                              | 68                              | 69                              | 66                              | 60                              | 56                              | 38                              | 37                              | 56                              |
| 출처: 미국 해양대기청 (평년값: 1991년~2020년, 극값: 1871년~현재, 상대습도/일조: 1961년~1990년) |                                 |                                 |                                 |                                 |                                 |                                 |                                 |                                 |                                 |                                 |                                 |                                 |                                 |

### 도시 경관

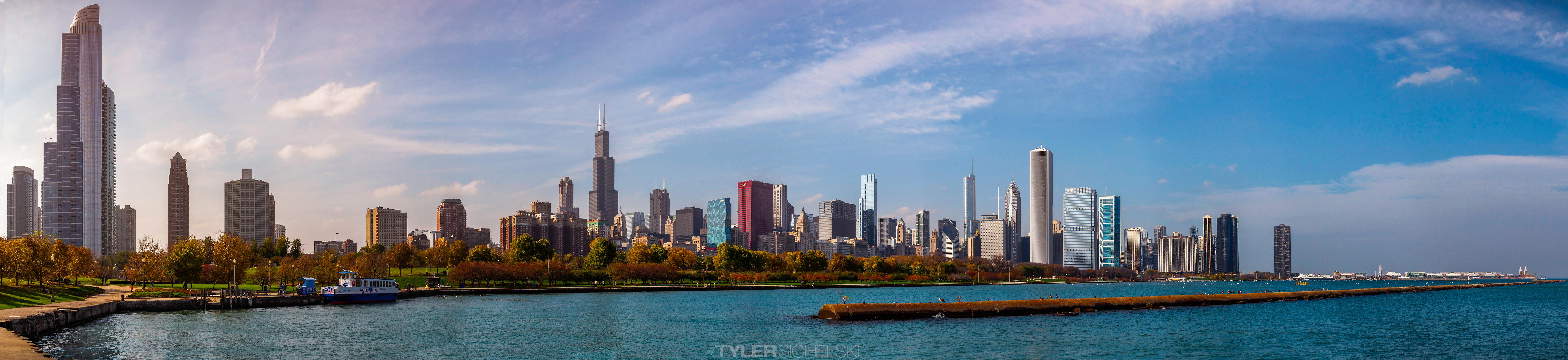
2014년 10월 27일 촬영한 시카고 스카이라인

2011년 11월 18일 시카고 야경

### 건축

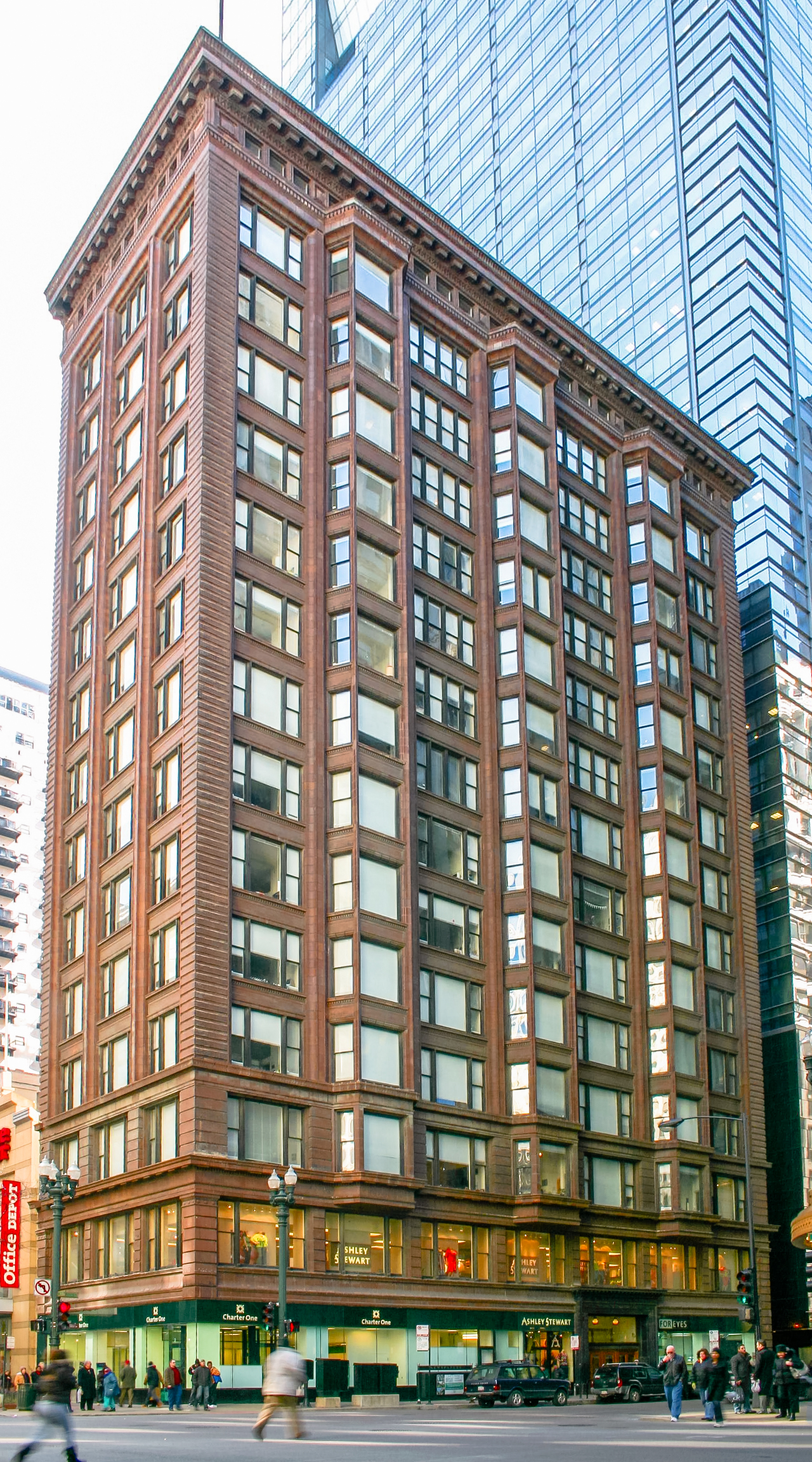
홀라버드&루트의 시카고 빌딩은 시카고 학풍의 좋은 예로, 시카고 빌딩 창문의 변화 볼 수 있다.

시카고는 또한 학술·문화의 중심이며, 시카고 대학교나 각종 미술관과 역사·과학·산업 박물관, 대수족관 등이 있다. 현재의 도시는 100여 년 전에 발생한 시카고 대화재 이후 재건되었으며, 이때 프랭크 로이드 라이트 같은 유명한 건축가들이 작업한 유명한 건축물이 아직도 많이 남아 있다. 가장 높은 건물은 윌리스 타워이며, 그 다음으로 높은 건물은 존 핸콕 센터이다. 2012년 완공을 목표로 2007년 야심차게 착공했던 150층(610m) 규모의 스파이어 타워 건설 공사가 자금난으로 전면 중단된 채 두 달여째 재개되지 못하고 있다. 스페인의 세계적인 건축가 산티아고 칼라트라바가 설계한 이 건물은 계획대로 완공되면 미주 대륙 최고층 건물로 기록될 예정이었다.
'시카고의 도심 2.5 km2 가량의 한 구획은 흔히 루프(loop)로 불리는데, 이는 시카고와 인근 지역을 다니는 시티에이(CTA) 기차가 다운타운 한 가운데에 있는 고리(loop)처럼 생긴 지상 철로 위를 달리기 때문이다. 이 지상 철로 위를 달리는 기차는 많은 영화나 드라마에 등장하며 시카고의 명물 대접을 받고 있다. 이 기차는 지상위로 달리기 때문에 영어로 elevated(뜻:들려져 있는)의 준말인 'el'(발음 '엘')이라고 불린다. 이 다운타운은 상업 거래소를 비롯하여 중서부의 상업·유통기능이 집중하고 있다.
밀레니엄 파크에는 인도 출신의 영국 조각가 아니쉬 카푸어(Anish Kapoor)의 스테인리스로 된 거대 조각품 클라우드 게이트가 있으며 관광명소로 유명하다.

## 사회
그러나 미국 제2의 도시라는 지위도 최근에는 서부의 발전으로 로스앤젤레스에 위협을 받고 있으며, 게다가 도심부 및 그 주변 주택가의 슬럼화(slum化)가 눈에 띄어 시카고는 현재 대규모의 재개발 계획을 실시하고 있다. 이 주택지역의 슬럼화는 제2차 세계대전 후 흑인이 급격히 증가한 것도 한 원인이다. 미국의 다른 대도시와 마찬가지로, 흑인과 히스패닉 인구가 많은 편이다. 아일랜드계 주민들은 시카고 정치에 중요한 역할을 하고 있다.
또한 시카고는 바르샤바에 이어 2번째로 큰 폴란드인들의 도시로, 폴란드계 주민들의 1번지 역할을 한다. LOT 폴란드 항공 국제선의 001편이 바르샤바발 시카고행일 정도로, 시카고는 폴란드계 주민들에게 매우 중요한 도시다. 그래서 시카고와 바르샤바를 왕복하는 항공편은 LOT의 주 수입원이다. 그 외에 이탈리아계와 독일계 등 여러 민족이 살고 있다. 인구 289만 6,016명(2000).
과거에는 알 카포네를 비롯한 마피아들의 근거지로 악명 높았으나, 최근에는 꾸준한 범죄 퇴치 노력으로 전보다는 사정이 많이 좋아졌지만, 일부 지역에서는 밤에는 여전히 주의가 필요하다. 도심 지역은 해가 진 저녁에도 비교적 안전하다.

## 교통
시카고는 미국 교통의 중심지이다. 또한 홍콩과 싱가포르에 이어 세 번째로 큰 인터모달 항구를 보유하고있어 세계 무역에 중요한 곳이다.
공항
- 오헤어 국제공항
- 시카고 미드웨이 국제공항
- 시카고 록퍼드 국제공항

철도
- 암트랙NHL
- 시카고 L (CTA - 시카고 교통국)
- 메트라 (Metra)
- 사우스 쇼어 라인

## 스포츠
시카고를 연고로 하는 프로스포츠팀은 메이저 리그 야구의 시카고 컵스, 시카고 화이트삭스, NBA 농구의 시카고 불스, NFL 풋볼의 시카고 베어스, NHL 아이스하키의 시카고 블랙호크스, 메이저 리그 축구의 시카고 파이어, WNBA 여자농구의 시카고 스카이가 있다.

## 인구
| 인구조사              | 인구      | Note   | %±     |
| --------------------- | --------- | ------ | ------ |
| 1840년                | 4,470     |        | —      |
| 1850년                | 29,963    |        | 570.3% |
| 1860년                | 112,172   |        | 274.4% |
| 1870년                | 298,977   |        | 166.5% |
| 1880년                | 503,185   |        | 68.3%  |
| 1890년                | 1,099,850 |        | 118.6% |
| 1900년                | 1,698,575 |        | 54.4%  |
| 1910년                | 2,185,283 |        | 28.7%  |
| 1920년                | 2,701,705 |        | 23.6%  |
| 1930년                | 3,376,438 |        | 25.0%  |
| 1940년                | 3,396,808 |        | 0.6%   |
| 1950년                | 3,620,962 |        | 6.6%   |
| 1960년                | 3,550,404 |        | −1.9%  |
| 1970년                | 3,366,957 |        | −5.2%  |
| 1980년                | 3,005,072 |        | −10.7% |
| 1990년                | 2,783,726 |        | −7.4%  |
| 2000년                | 2,896,016 |        | 4.0%   |
| 2010년                | 2,695,598 |        | −6.9%  |
| 2019 (추산)           | 2,693,976 | [ 95 ] | −0.1%  |
| U.S. Decennial Census |           |        |        |

## 자매 도시
시카고는 27개 도시와 자매 도시를 맺고 있다. 대부분 시카고와 같이 각국의 제2, 또는 제3도시들이거나, 여러 해에 걸쳐 시카고에 수많은 이민자를 보낸 국가의 주요 도시들이다.
- 폴란드 바르샤바 (1960)
- 이탈리아 밀라노 (1973)
- 일본 오사카시 (1973)
- 모로코 카사블랑카 (1982)
- 중화인민공화국 상하이 (1985)
- 중화인민공화국 선양 (1985)
- 스웨덴 예테보리 (1987)
- 가나 아크라 (1989)
- 체코 프라하 (1990)
- 우크라이나 키이우 (1991)
- 멕시코 멕시코 시티 (1991)
- 캐나다 토론토 (1991)
- 영국 버밍엄 (1993)
- 리투아니아 빌뉴스 (1993)
- 독일 함부르크 (1994)
- 이스라엘 페타티크바 (1994)
- 프랑스 파리 (1996, 우호 도시)
- 그리스 아테네 (1997)
- 남아프리카공화국 더반 (1997)
- 아일랜드 골웨이 (1997)
- 러시아 모스크바 (1997, 중단됨)
- 스위스 루체른 (1998)
- 인도 델리 (2001)
- 요르단 암만 (2004)
- 세르비아 베오그라드 (2005)
- 브라질 상파울루 (2007)
- 파키스탄 라호르 (2007)
- 대한민국 부산광역시 (2007)
- 콜롬비아 보고타 (2009)
- 오스트레일리아 시드니 (2019. 02. 21): 시드니에서는 시카고를 우호 도시로, 시카고는 시드니를 자매 도시로 기록하고 있다.

## 사진

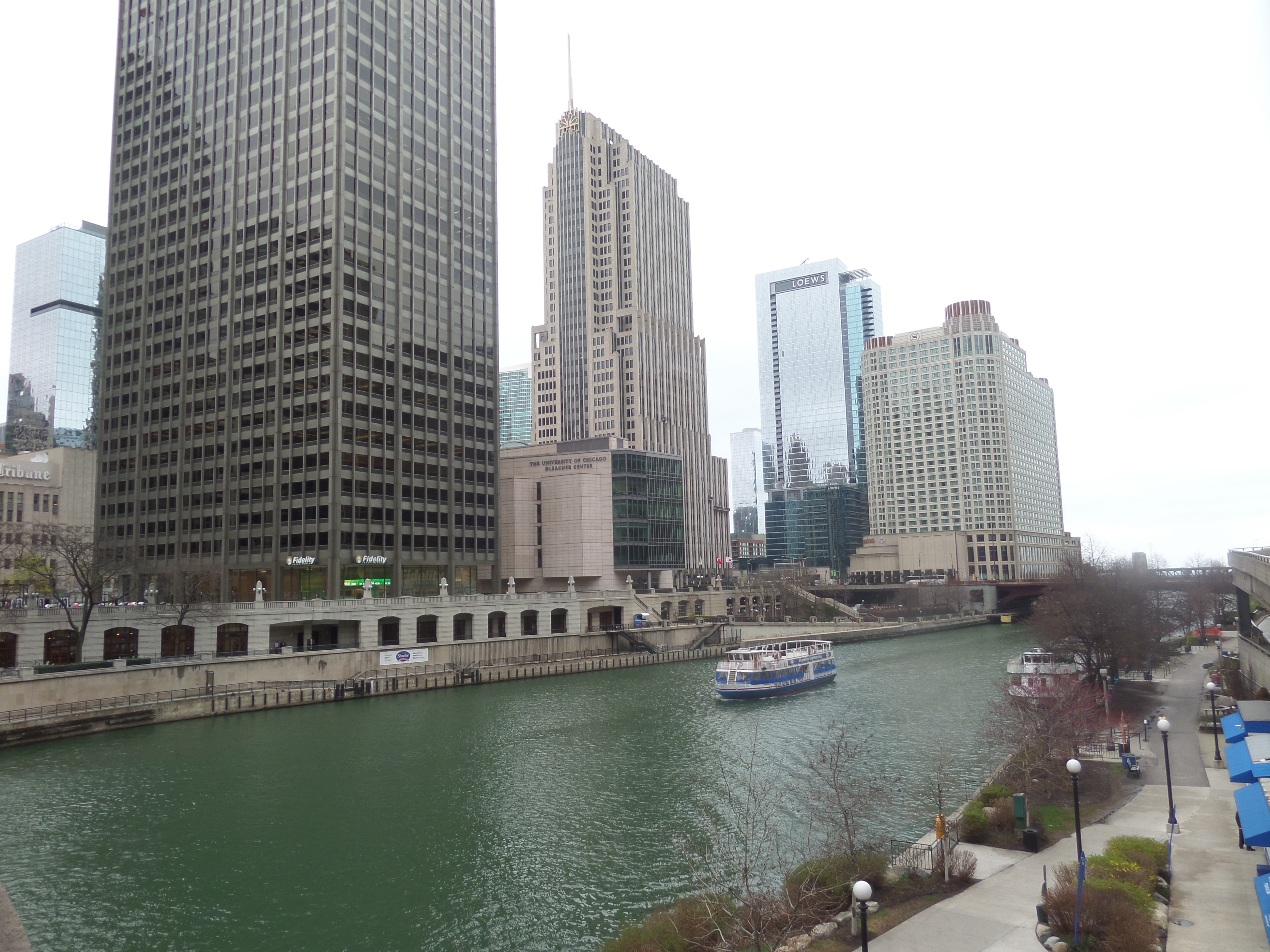
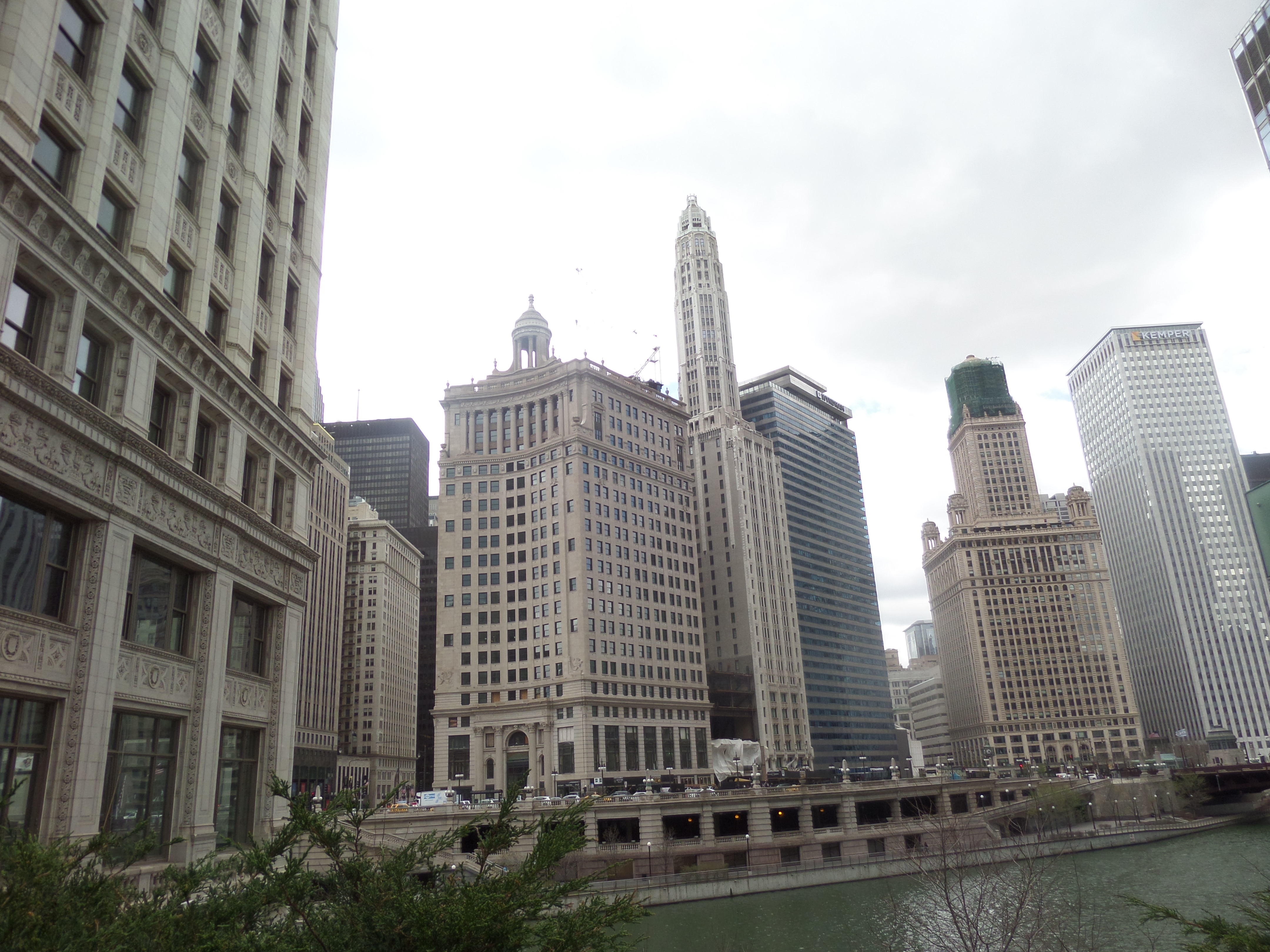
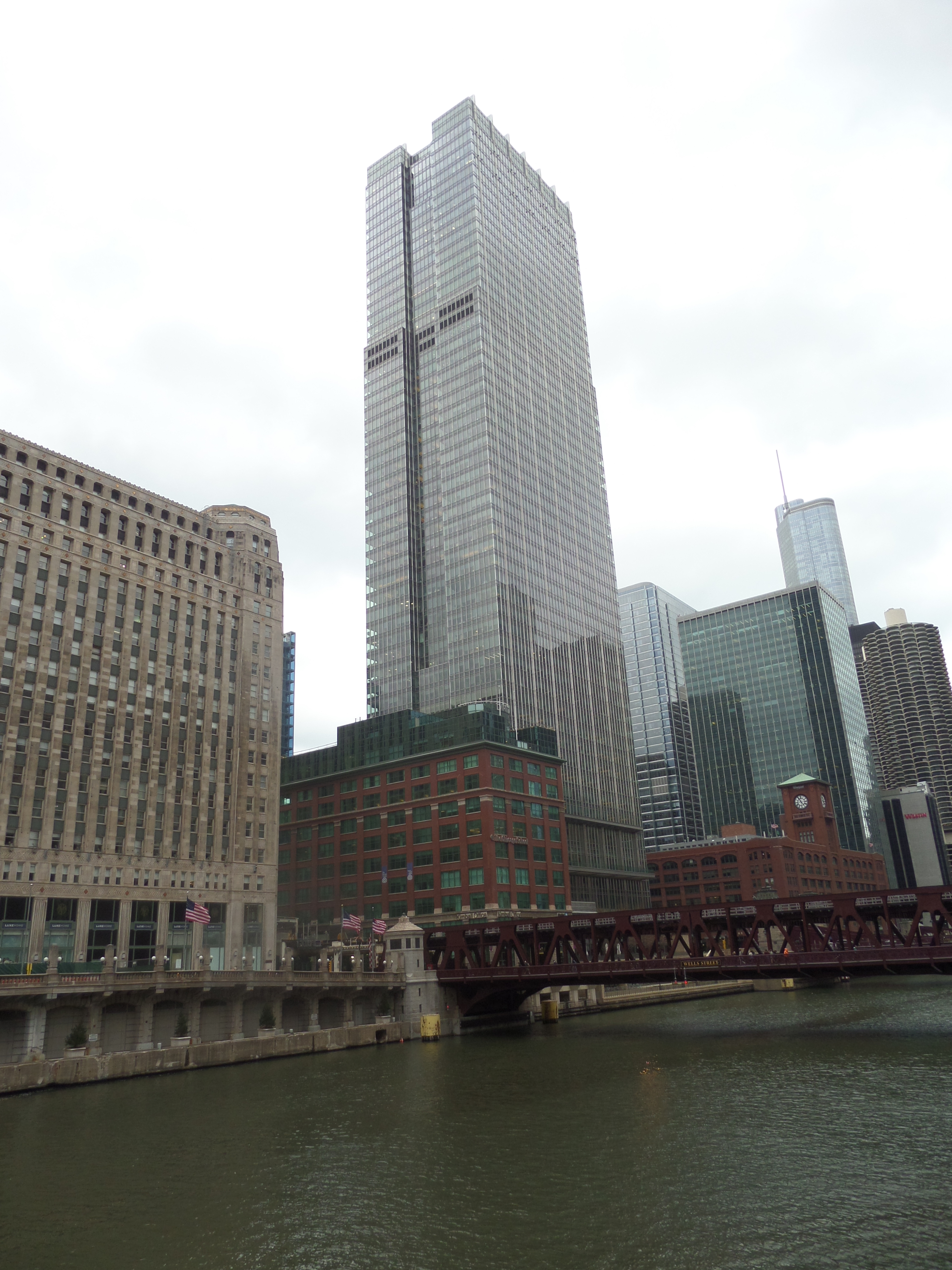

## 같이 보기
- 마천루가 가장 많은 도시 목록
- USS 시카고